# Android Pie
Android Pie (cuyo nombre en clave durante el desarrollo fue Android P) es el decimosexto lanzamiento y la novena versión descontinuada del sistema operativo Android.
Primero fue anunciado por Google el 7 de marzo de 2018, y la primera vista previa de desarrollador fue lanzada el mismo día. La segunda vista previa, considerada de calidad beta, se lanzó el 8 de mayo de 2018. La tercera vista previa llamada Beta 2, fue lanzada el 6 de junio de 2018. La cuarta vista previa, llamada Beta 3, fue lanzada el 2 de julio de 2018. La versión beta final de Android P se lanzó el 25 de julio de 2018.
Android P fue lanzado oficialmente el 6 de agosto de 2018 bajo el nombre de Android Pie (tarta). Está disponible para dispositivos Google Pixel y Essential Phone.

## Historia
Android Pie, entonces conocido como "Android P", fue anunciado por primera vez por Google el 7 de marzo de 2018, y la primera vista previa para desarrolladores se lanzó el mismo día. La segunda vista previa, la primera versión beta, se lanzó el 8 de mayo de 2018. La tercera vista previa, llamada Beta 2, se lanzó el 6 de junio de 2018. La cuarta vista previa, llamada Beta 3, se lanzó el 2 de julio de 2018. La versión beta final de Android P se lanzó el 25 de julio de 2018.

### Distribuciones personalizadas
Hay, a partir de agosto de 2019, un puñado de distribuciones de Android personalizadas notables (ROM) de 9 Pie.

## Novedades

### Inteligencia artificial
- Android Pie incluye tecnología de inteligencia artificial para adaptarse al usuario. El sistema Operativo aprende de los hábitos del usuario y es capaz de predecir las acciones que va a realizar. Funciones como Batería adaptativa, Brillo adaptable y App actions, son posibles gracias a esta Inteligencia artificial.[20][21][22]

### Cámara
- Soporte para cámaras externas USB/UVC, así como el soporte para realizar transmisiones simultáneas desde dos o más cámaras físicas.[23]
- Al igual que iOS, Android Pie ahora es compatible con el formato de imágenes HEIF.[24] En comparación con el formato JPEG, comprime mejor las imágenes para ahorrar espacio de almacenamiento.

### Batería
- Batería adaptativa, una función que, gracias a la inteligencia artificial, limita la batería a las aplicaciones que menos usa.[25] De esta manera, junto con la función Battery Saver, el ahorro de batería es mayor.
- Brillo adaptativo, que ajusta el brillo de la pantalla automáticamente al entorno y a las condiciones de luz. Esto gracias al aprendizaje automático.[26]

### Pantalla
- Soporte para pantallas con cortes, también conocidas como notch.[27] Además, es compatible con pantallas 18:9.

### Notificaciones
- Permite ver qué aplicaciones enviaron notificaciones recientemente y desactivarlas para una aplicación en concreto.[28]
- Soporte para visualizar imágenes de las aplicaciones de mensajería directamente desde las notificaciones. Además, el usuario podrá responder a estos mensajes con "respuestas inteligentes" desde la propia notificación.[29]

### Audio y video
- Compatibilidad HDR VP9 Profile 2, que mejora el brillo y el rango de color del video.
- Mejorado el soporte para audio HD, para una mejor calidad de sonido.[22]

### Bluetooth
- Soporte para conectar hasta cinco dispositivos Bluetooth y respuestas a llamadas entrantes desde cualquiera de estos.[22]
- Puede recordar el nivel de volumen que configuró para cada uno de sus dispositivos Bluetooth.

### Seguridad
- Modo de bloqueo que desactiva los métodos de autenticación menos seguros (como huella dactilar o smart lock), y habilita únicamente el desbloqueo por PIN, patrón o código de acceso.[30]
- Uso de HTTPS de forma predeterminada, así como el uso del protocolo TLS para una mayor seguridad y protección de los datos.
- Cifrado de copias de seguridad. Ahora el usuario tendrá que ingresar un PIN, patrón o contraseña para restaurar su dispositivo.[31]

### Usabilidad
- La navegación por botones se deja de lado para enfocarse en la navegación por gestos, como sucede en el iPhone X.[32]
- Nueva forma de hacer capturas de pantalla desde el nuevo menú de accesibilidad. También se ha incluido un nuevo editor de capturas de pantalla.[33]
- Nuevo botón de rotación de pantalla manual que aparece cuando la rotación automática está desactivada.[34]
- App Actions, una función que permite que las aplicaciones recomienden a los usuarios ciertas acciones cuando las necesitan.[35]

### Privacidad
- Permisos restringidos al micrófono, cámara y sensores para las aplicaciones inactivas o en segundo plano.
- Las aplicaciones tienen acceso restringido al registros de llamadas, a números de teléfono y a la ubicación de WiFi.[36]

### Bienestar Digital
- Tablero de aplicaciones, para ver las estadísticas sobre el tiempo que el usuario pasa en el teléfono móvil y las aplicaciones que ha usado.[37]
- Un temporizador para limitar el uso de ciertas aplicaciones.[38]

## Características
- Nueva interfaz de usuario para el menú de configuración rápida.[39]
- El reloj se movió a la izquierda de la barra de notificaciones.[40]
- El «muelle» ahora tiene un fondo semitransparente.
- El modo Ahorro de batería ya no muestra una superposición naranja en las barras de notificación y estado.
- Se agregó un botón de «captura de pantalla» a las opciones de energía.
- Un nuevo modo de «bloqueo» que desactiva la autenticación biométrica una vez activado.
- Esquinas redondeadas en la interfaz de usuario.
- Nuevas transiciones para cambiar entre aplicaciones o actividades dentro de aplicaciones.
- Notificaciones de mensajes más ricos, donde se puede tener una conversación completa dentro de una notificación, imágenes a escala completa y respuestas inteligentes similares a la nueva aplicación de Google, Responder.
- Soporte para recortes de pantalla.
- Control deslizante de volumen rediseñado.
- El porcentaje de batería ahora se muestra en la pantalla Siempre encendida.
- Los cambios de seguridad de la pantalla de bloqueo incluyen la posible devolución de un Desbloqueo NFC mejorado.
- Funciones experimentales (que actualmente están ocultas dentro de un menú llamado Feature Flags), como una página rediseñada Acerca del teléfono en la configuración y la activación automática de Bluetooth mientras se conduce.
- DNS sobre TLS.[41]
- Soporte de HEIF.
- Una nueva interfaz de sistema basada en gestos, que navega por el sistema operativo al igual que en un iPhone X, eliminó el botón de inicio y el botón multitarea.[42]
- Conmutador de aplicaciones multitarea rediseñado con la barra de búsqueda de Google y la aplicación integrada.
- Android Dashboard, por ejemplo, está diseñado para decirle cuánto tiempo está gastando en su dispositivo y en aplicaciones en nombre de la salud digital.
- Haga clic en el nuevo modo No molestar, colocar el teléfono boca abajo silenciará las notificaciones y permitirá que lleguen las emergencias.[43]
- Función de Batería adaptable que maximiza la energía de la batería al priorizar las aplicaciones que es más probable que utilice a continuación.
- La función de Brillo automático modifica el brillo de la pantalla en función de sus preferencias personales.
- La opción Desactivar permite a los usuarios de Android establecer un horario de cama específico que habilita No molestar y convierte la interfaz de todo el teléfono en gris para desalentar su uso durante la noche.
- Selección de tema manual.
- El botón de bloqueo de rotación indica en la barra de navegación si el dispositivo está en modo de rotación bloqueada.
- Si hay dos o más aplicaciones de teclado instaladas, se muestra el botón del conmutador de teclado en la barra de navegación cuando se activa el teclado.